# 泰昌县
泰昌县，中国西晋至北周的古县名。
晋朝初年灭孙吴之后，分巫县、秭归县设置泰昌县，治所在今重庆市巫山县北大昌镇，属荆州建平郡。东晋、刘宋、南齐、南梁沿置，属荆州建平郡，梁武帝大同三年（537年），建平郡改属信州。西魏废帝三年（554年），西魏夺得建平郡泰昌县。北周时为避宇文泰讳改大昌县。